# Jonathan Skjöldebrand
Jonathan Skjöldebrand, né le 2 août 1983, à Safed, en Israël, est un joueur suédois naturalisé israélien de basket-ball. Il évolue au poste d'ailier fort.